# Ecoparque de Buenos Aires
El Ecoparque de Buenos Aires es un parque con especies vegetales y animales dedicado a la conservación de especies autóctonas y educación ambiental, que adoptó sus funciones con el cierre del zoológico de Buenos Aires, el 23 de junio de 2016. Está ubicado en el barrio Palermo (Comuna 14) de la Ciudad Autónoma de Buenos Aires, Argentina.
Ocupa un área de 16,7 hectáreas con 42 edificios históricos en distintos estilos arquitectónicos (declarados en 1997 Monumento Histórico Nacional y Patrimonio de la Ciudad), 3 lagos, 9 puentes y 27 esculturas y monumentos. Entre los animales que conserva del antiguo zoológico hay mamíferos autóctonos (carpincho, tapir, guanaco, cai de las yungas, corzuela, mara y coipo) y aves nativas (ñandú, flamenco austral, chajá, gavilán mixto, cardenal común, picaflor verde, cóndor andino, coscoroba, tordo, picabuey y biguá). El último elefante que quedaba del zoológico fue una hembra llamada Pupy que en abril de 2025 fue trasladada por tierra al Santuario de Elefantes de Chapada dos Guimarães, Mato Grosso, Brasil.
Algunos de los edificios históricos construidos para el antiguo zoológico y que fueron heredados por el Ecoparque son la "Casa de los Osos" de estilo neogótico, el "Pabellón de la Jirafa" con influencias islámicas, el "Templo de Vesta" que homenajea un templo dedicado a Hércules, el "Pabellón de los Loros" donado por el gobierno español, la "Pagoda" donde habitaban los osos y la "Jaula de los Cóndores".
Entre las funciones que enumera oficialmente el Ecoparque como objetivos están el cuidado de la fauna autóctona y la lucha contra el tráfico de animales, la pérdida de hábitats y el cambio climático. También busca educar sobre el rol de la fauna en los hábitats, contribuir con el rescate de fauna amenazada, rehabilitar y liberar ejemplares, impulsar y desarrollar programas de conservación y ofrecer un banco genético, entre otras iniciativas.

## Controversias
Mientras la asociación SinZoo pidió (incluso desde antes del anuncio de la creación del Ecoparque) que el zoológico se transformara en un parque sin animales, distintas ONG y asociaciones como Fundación Vida Silvestre, Aves Argentinas, Fundación Azara, Temaikén, la Sociedad de Medicina Veterinaria, el Consejo Profesional de Médicos Veterinarios y la Maestría de Diseño Avanzado de la UBA expresaron su desacuerdo en noviembre de 2016 con el argumento de que no era recomendable la pérdida de una institución zoológica "pionera en reproducir especies en cautiverio", ya que representaba una herramienta para combatir la extinción de especies.
Asimismo, grupos defensores de animales y ONG denunciaron que el gobierno de Buenos Aires no tuvo un plan que contemple el bienestar de los animales al convertir el zoológico en el Ecoparque, y cuestionaron la concesión de espacios para distintas actividades comerciales. Más de 80 expositores rechazaron en audiencia pública las concesiones que finalmente se adjudicaron en la Legislatura porteña. El ex director del zoológico Claudio Bertonatti indicó que "todo apunta al desalojo de los animales, lo que se traduce en una castración de la institución". El coordinador de Educación Ambiental de la Fundación Vida Silvestre Argentina, Carlos Fernández Balboa, sostuvo que "está errado el concepto de transformación" y que se "privilegiaron la cuestión comercial y de marketing antes que la conservación y la investigación".
Un cuidador de animales del Ecoparque denunció públicamente en 2018 que un rinoceronte hembra (llamado Ruth) murió por las condiciones en las que vivía en medio de las obras de remodelación, y que una jirafa (llamada Shaki) murió tras recibir alimento en malas condiciones. A fines de 2024 se esperaba que se retome el juicio donde se denunció "falta de idoneidad, formación y experiencia" del entonces director del Ecoparque, Gonzalo Pascual; la subgerente operativa, Ivana Iaquinta; el jefe de veterinarios Miguel Pérez y el veterinario Guillermo Wiemeyer, en relación con la muerte de ambos animales.
En octubre de 2024, la Justicia de Buenos Aires resolvió que se tomen todas las medidas necesarias para devolver a su hábitat a un yaguareté hembra (llamado Tania) que fue trasladada embarazada desde el Parque nacional Iberá al Ecoparque, donde tuvo una cría. También exigió que se proteja a ambos ejemplares como seres no humanos y sujetos de derecho.

## Historia

### Parque 3 de Febrero
Por iniciativa del entonces expresidente argentino Domingo Faustino Sarmiento, el presidente Nicolás Avellaneda creó en 1874 el Parque 3 de Febrero a través de una ley que se comprometía a representar allí la fauna argentina "por especies útiles y peculiares del país, además de los animales de otros países que se procurará adquirir para su aclimatación".
El Parque 3 de Febrero se inauguró oficialmente el 11 de noviembre de 1875 con una sección zoológica (cercana a la posterior ubicación definitiva del zoológico) que incluyó tres cisnes, un yaguareté, un hurón y tres guanacos, y que poco después llegó a contar con 729 ejemplares.

### Traslado

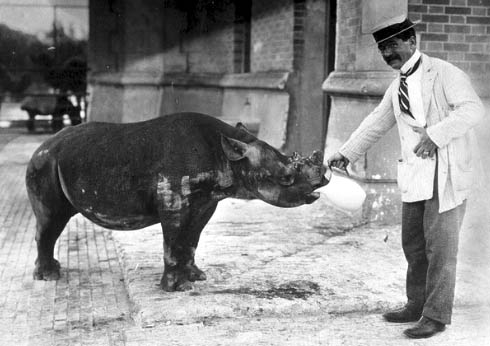
El segundo doirector del zoológico, Clemente Onelli, alimentando un rinoceronte.

El 26 de junio de 1888 el intendente Antonio Crespo cedió el zoológico a la ciudad de Buenos Aires y se trasladó a su emplazamiento definitivo, una superficie de 18 hectáreas también en los bosques de Palermo. Se inauguró el 30 de octubre de 1888 con la dirección de Eduardo Ladislao Holmberg, aunque recién se terminaron de trasladar los animales del antiguo zoológico en 1891, cuando ya habían sido adquiridos más ejemplares.
El 15 de enero de 1893 se lanzó la "Revista del Jardín Zoológico de Buenos Aires", que se publicaría mensualmente. En su primer número contenía un artículo Florentino Ameghino (titulado "Apuntes preliminares sobre el género Theosodon") y otro en el que Holmberg escribió: "Un Jardín Zoológico es una institución científica (...) no es una ostentación vanidosa y superflua; es un complemento amable y severo de las leyes nacionales relativas a la instrucción pública".

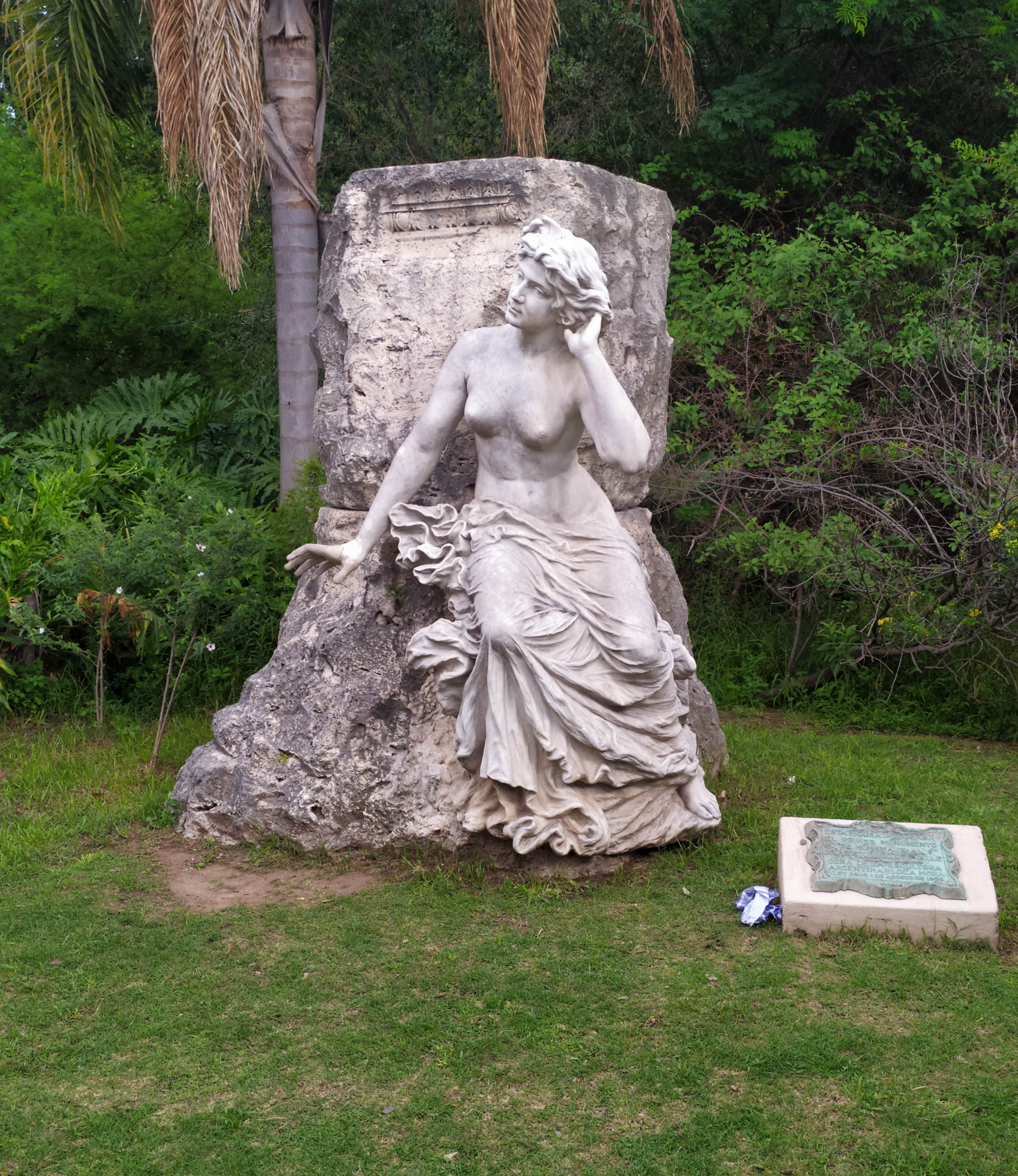
La escultura de Lola Mora El eco.

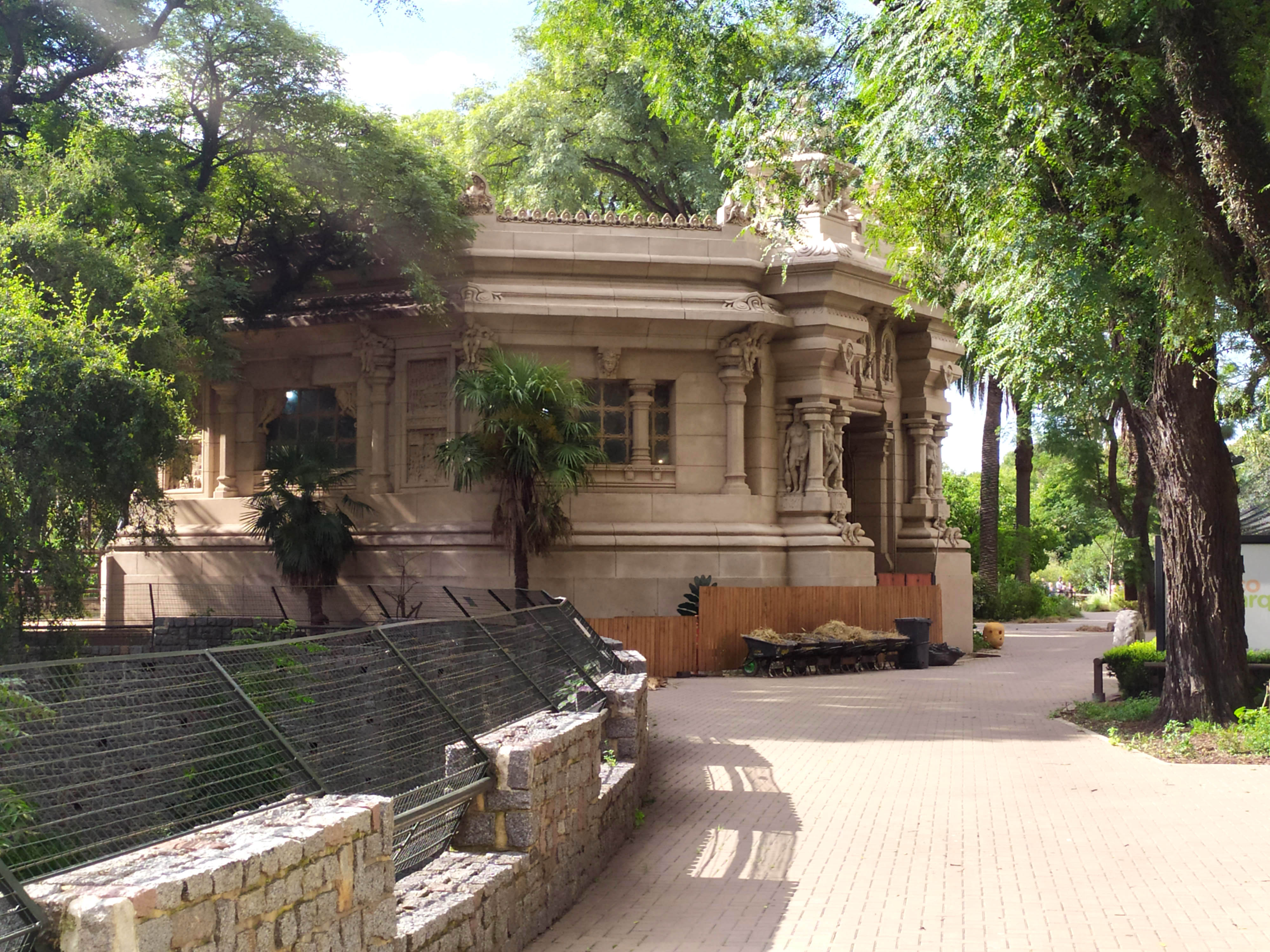
Templo hindú de los elefantes.

Ese mismo año se construyó el primer recinto definitivo del Parque, la Pajarera de los Diamantes, al que en años posteriores se sumarían el pabellón gótico para los osos, los recintos para los monos, la pagoda japonesa, el pabellón musulmán y el "Castillo de Fieras", entre otros. En 1890 se instaló la escultura El eco, esculpida en 1906 por Lola Mora en mármol de Carrara con pedestal de travertino. En 1892 se construyó el "Arco Triunfal de Tito" en la entrada y dos años más tarde se inauguró el "Templo Hindú" para albergar a los elefantes.
En 1912 el zoológico tenía 4171 animales, y hacia 1972 había 1795 ejemplares, aunque ese año moriría por distintas causas el 30 por cientos de los animales. En 1990 (año en que fue concesionado a una empresa privada) había 1850 animales, en 2003 había 2500 ejemplares y en 2016 el número había descendido a 698.

### Conversión a Ecoparque
El 23 de junio de 2016, el jefe de gobierno Horacio Rodríguez Larreta anunció la interrupción de la concesión y la conversión en un "ecoparque interactivo". En medio de diversas críticas, un grupo conservacionista reclamó que no se cierre el zoológico sino que se lo transforme para el bienestar de los animales y que se ponga énfasis en la educación y la conservación. En tanto, una coalición de prestigiosas ONG ambientalistas y conservacionistas pidió convertir el zoológico "en un moderno espacio para la conservación de la biodiversidad y la educación ambiental del siglo XXI".
En septiembre de 2017 se aprobó la ley que permitió la concesión de hasta 20 años de 15 edificios del Ecoparque destinados a distintos emprendimientos comerciales, con la consecuente pérdida de espacio para los animales. En tanto, la cantidad de ejemplares en el parque continuaba decreciendo: en 2018 había 337 animales y en 2019 quedaban 259 inventariados.